# Ґеорґ Фаельман
Ґеорґ Фаельман (17 вересня 1895 — 8 березня 1975) — естонський яхтсмен.
Бронзовий призер Олімпійських Ігор 1928 року в класі 6 метрів.